# Ryduan Palermo
Ryduan Palermo (La Plata, 24 luglio 1996) è un calciatore argentino, attaccante del Martina.

## Biografia
È figlio dell'ex calciatore Martín Palermo.

## Carriera
Cresciuto nel settore giovanile dell'Arsenal Sarandí, nel 2018 viene aggregato in prima squadra, tuttavia, non trovando spazio, viene ceduto in prestito ai cileni del Santiago Morning. Terminato il prestito, ritorna al club argentino, con il quale comunque non riesce a disputare alcun incontro ufficiale. In seguito si trasferisce in Messico al Tlaxcala e la stagione successiva firma un contratto con gli honduregni del Marathón.
Il 13 luglio 2024 sigla un contratto biennale con la Carrarese, con cui collezione 2 presenze in Coppa Italia, prima che il 30 agosto successivo venga ceduto in prestito al Team Altamura, in Serie C, dove colleziona 21 presenze e 2 reti prima di rientrare in Toscana. Il 12 agosto 2025 risolve il proprio contratto con i gialloblù.
Il 13 agosto 2025 torna a parametro zero al Martina, in Serie D.

## Statistiche

### Presenze e reti nei club
Statistiche aggiornate al 13 agosto 2025.
| Stagione               | Squadra                | Campionato             | Campionato | Campionato | Coppe nazionali | Coppe nazionali | Coppe nazionali | Coppe continentali | Coppe continentali | Coppe continentali | Altre coppe | Altre coppe | Altre coppe | Totale | Totale |
| Stagione               | Squadra                | Comp                   | Pres       | Reti       | Comp            | Pres            | Reti            | Comp               | Pres               | Reti               | Comp        | Pres        | Reti        | Pres   | Reti   |
| ---------------------- | ---------------------- | ---------------------- | ---------- | ---------- | --------------- | --------------- | --------------- | ------------------ | ------------------ | ------------------ | ----------- | ----------- | ----------- | ------ | ------ |
| lug.-ago. 2018         | Arsenal Sarandí        | PN                     | 0          | 0          | CA              | 0               | 0               |                    | -                  | -                  |             | -           | -           | 0      | 0      |
| ago.-dic. 2018         | Santiago Morning       | 1B                     | 6          | 1          | CC              | -               | -               | -                  | -                  | -                  | -           | -           | -           | 6      | 1      |
| gen.-lug. 2019         | Arsenal Sarandí        | PD                     | 0          | 0          | CA              | 0               | 0               | -                  | -                  | -                  |             | -           | -           | 0      | 0      |
| Totale Arsenal Sarandi | Totale Arsenal Sarandi | Totale Arsenal Sarandi | 0          | 0          |                 | 0               | 0               |                    | -                  | -                  |             | -           | -           | 0      | 0      |
| 2019-2020              | Tlaxcala               | 1A                     | 14         | 4          | -               | -               | -               | -                  | -                  | -                  | TIP         | 2           | 0           | 16     | 4      |
| 2020-2021              | Marathón               | LN                     | 21+2       | 4+0        | -               | -               | -               | CL+CCL             | 3+2                | 0                  | -           | -           | -           | 28     | 4      |
| 2021-2022              | Lenense                | TDR                    | 31         | 7          | -               | -               | -               | -                  | -                  | -                  | -           | -           | -           | 31     | 7      |
| 2022-2023              | Villacidrese           | Ecc.                   | 30         | 23         | CI-Dil.         | 4               | 1               | -                  | -                  | -                  | -           | -           | -           | 34     | 24     |
| 2023-2024              | Martina                | D                      | 34+2       | 16+2       | CI-D            | 1               | 0               | -                  | -                  | -                  | -           | -           | -           | 37     | 18     |
| lug.-ago. 2024         | Carrarese              | B                      | 0          | 0          | CI              | 2               | 0               | -                  | -                  | -                  | -           | -           | -           | 2      | 0      |
| ago. 2024-2025         | Team Altamura          | C                      | 21         | 2          | CI-C            | -               | -               | -                  | -                  | -                  | -           | -           | -           | 21     | 2      |
| 2025-2026              | Martina                | D                      | -          | -          | CI-D            | -               | -               | -                  | -                  | -                  | -           | -           | -           | -      | -      |
| Totale Martina         | Totale Martina         | Totale Martina         | 34+2       | 16+2       |                 | 1               | 0               |                    | -                  | -                  |             | -           | -           | 35+2   | 16+2   |
| Totale carriera        | Totale carriera        | Totale carriera        | 161        | 59         |                 | 7               | 1               |                    | 5                  | 0                  |             | 2           | 0           | 175    | 60     |

## Palmarès

### Club

#### Competizioni internazionali
- Torneo Internacional Premier: 1

Tlaxcala: 2019